# Травес Травес, Фаусто Габриэль
Фаусто Габриэль Травес Травес (исп. Fausto Gabriel Trávez Trávez; род. 8 марта 1941, Тоакасо, Эквадор) — эквадорский прелат, францисканец. Титулярный епископ Сулетто и апостольский викарий Саморы с 14 января 2003 по 27 марта 2008. Епископ Бабаойо с 27 марта 2008 по 1 июня 2010. Архиепископ Кито с 1 июня 2010 по 5 апреля 2019.

## Ранние годы, образование и священство
Фаусто Габриэль Травес Травес родился 8 марта 1941 года, в эквадорском городе Тоакасо, епархия Латакунги, в сельском приходе на севере кантона Латакунга, в провинции Котопахи. Травес Травес получил образование как в Эквадоре, так и в Колумбии, он получил начальное и среднее образование в Серафимском колледже Гуапуло в Кито, прежде чем поступить во францисканский коллегиум Кито, где он изучал философию и богословие. Наконец, он получил высшее образование в Святого Бонавентуры в Боготе. 
Травес Травес вступил в новициат 8 сентября 1960 года и совершил свой торжественный постриг 15 октября 1965 года и был рукоположен во священство 12 декабря 1970 года в Ордене францисканцев в «провинции Сан-Франциско де Кито».

## Монашеская деятельность
Травес Травес основал «Францисканское молодежное движение» в Кито в 1969 году, а также был членом Провинциального управления, магистром студентов францисканского настоятеля, священником. Травес Травес основал в 1982 году движение «Францисканские миссионеры молодежи», был провинциальным министром, президентом «Союза латиноамериканских францисканских конференций» и «Францисканской боливарианской конференции».

## Епископское служение
14 января 2003 года Папа Иоанн Павел II назначил Травеса Травеса титулярным епископом Суллетто и апостольским викарием Саморы в Эквадоре. 15 марта 2003 года Травес Травес, в церкви Святого Франциска в Кито, был рукоположен в епископы. Главным консекратором выступил апостольский нунций в Эквадоре монсеньор Ален-Поль-Шарль Лебёпен, титулярный архиепископ Вико Экуенсе, ему сослужили соконсекраторы: монсеньор Висенте Родриго Сиснерос-Дуран архиепископ Куэнки и монсеньор Серафин Луис Альберто Картахена Оканья, францисканец, титулярный епископ Гиббы. Епископ Травес Травес служил апостольским викарием до 27 марта 2008 года, когда он был назначен епископом Бабаойо. 
С 2005 года по 2008 год он был членом епископской комиссии по Учительству Церкви и председателем епископской комиссии по делам миссий. С 2008 года по 2010 год он был членом епископской комиссии по делам мирян.
Травес Травес был назначен архиепископом Кито Папой Бенедиктом XVI 11 сентября 2010 года. Он получил паллий от Папы Бенедикта XVI 29 июня 2011 года в Риме, на церемонии, проходящей в соборе Святого Петра.
Архиепископ Травес Травес был назначен президентом конференции католических епископов Эквадора на период 2014–2017 годы. И, следовательно, помогал Папе Франциску во время папского визита в Эквадор с 5 по 8 июля 2015 года.
5 апреля 2019 года Папа Франциск принял отставку Фаусто Габриэль Травеса Травеса, с поста архиепископа Кито, в связи с достижением преклонного возраста.